# Zygiella x-notata chelata
Zygiella x-notata là một phân loài nhện trong họ Araneidae.
Loài này thuộc chi Zygiella. Zygiella x-notata chelata được Pelegrin Franganillo-Balboa miêu tả năm 1909.

## Hình ảnh

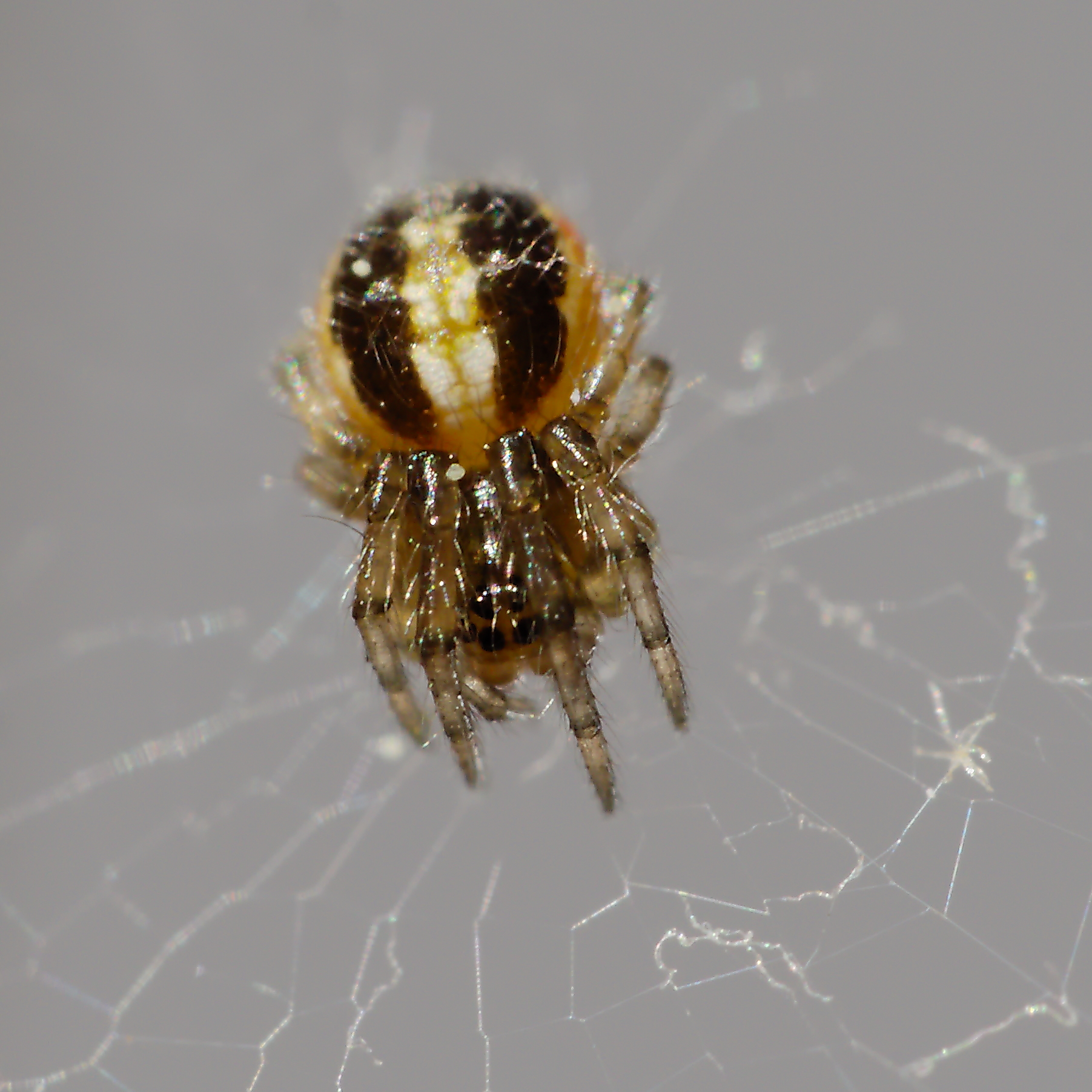
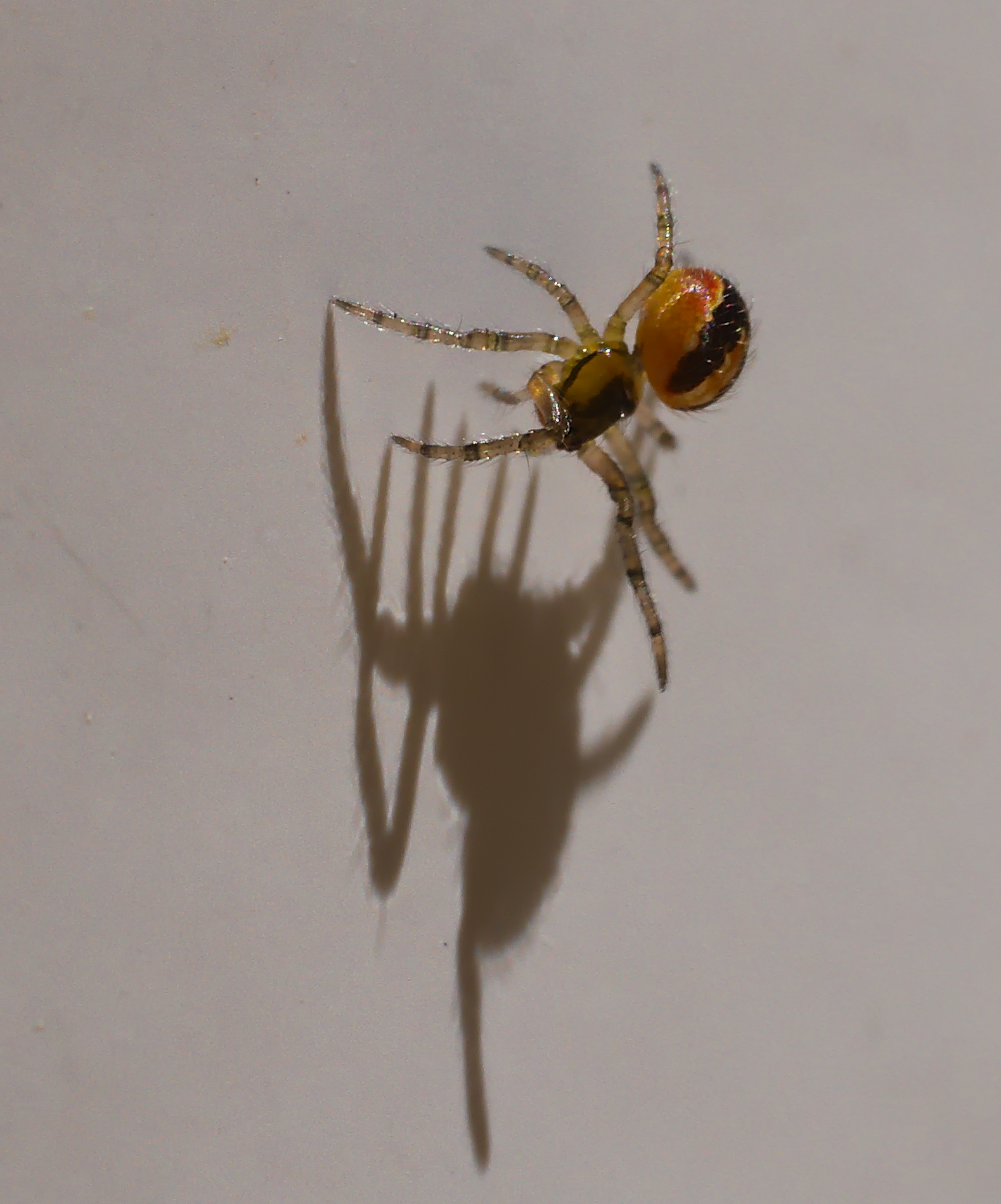
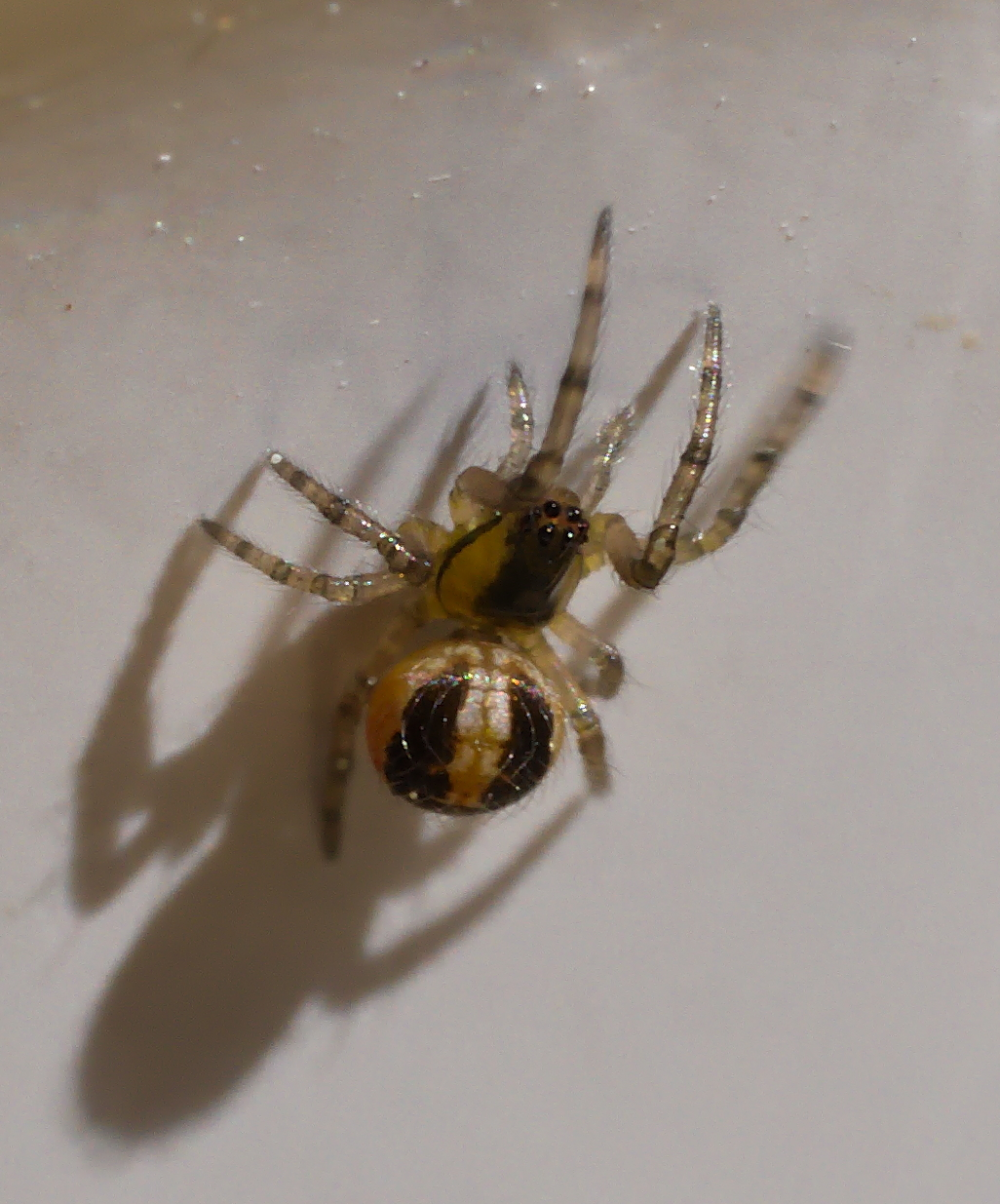
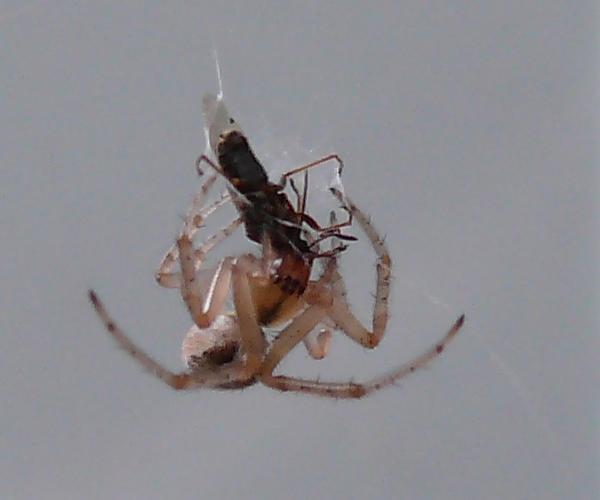